# NGC 2759
NGC 2759 est une galaxie lenticulaire située dans la constellation du Lynx. NGC 2759 a été découverte par l'astronome germano-britannique William Herschel en 1787.

## Caractéristiques
Sa vitesse par rapport au fond diffus cosmologique est de 6 931 ± 3 km/s, ce qui correspond à une distance de Hubble de 105,5 ± 7,4 Mpc (∼344 millions d'al).
À ce jour, deux mesures non basées sur le décalage vers le rouge (redshift) donnent une distance de 108,440 ± 12,856 Mpc (∼354 millions d'al), ce qui est à l'intérieur des valeurs de la distance de Hubble. 

## Groupe de NGC 2746
NGC 2759 fait partie du groupe de NGC 2746. Outre NGC 2746, ce groupe comprend au moins deux autres galaxies : IC 2434 et UGC 4767 (noté 0902+3632 pour CGCG 0902.6+36362 dans l'article d'Abraham Mahtessian). 